# 美しいシーズン
「美しいシーズン」（うつくしいシーズン）は、1980年6月21日に発売されたAlfee8枚目のシングル。

## 概要
5枚目のシングル「星降る夜に…」以来3作振りに高見沢がリード・ヴォーカル。作詞に有川正沙子を迎えている。「冬将軍」同様、表題曲のオリジナル・アルバムへの収録が見送られている。

## タイアップ
表題曲が、1980年6月14日公開映画『不良少年』の主題歌として使用された。しかし、当映画は興行が不調だったため、短期で上映終了された。

## 補足
発売当初のジャケットは映画の一場面を掲載していたが、1984年11月5日に新デザイン（アルフィーのロゴは「別れの律動」から「風曜日、君をつれて」まで使用されていたロゴ）で再発売された。
「美しいシーズン」と題される前は、「ラストララバイ」と題されており、歌詞も異なっていた。

## 収録曲
1. 美しいシーズン
  - 作詞：有川正沙子、作曲：高見沢俊彦、編曲：羽田健太郎
2. Feeling Love
  - 作詞・作曲：高見沢俊彦、編曲：アルフィー

## 収録作品
- ALMIGHTY（#2）
- アルフィーが選ぶマイベスト20（#1）
- BEST HIT アルフィー全曲集（#1）
- ALFEE A面 コレクション（#1）
- ALFEE B面 コレクション (CTのみ)（#2）
- ALFEE SILVER（#2）
- BEST SELECTION（#2）
- アルフィーA面コレクション スペシャル（#1）
- アルフィーB面コレクション スペシャル（#2）
- THE ALFEE SINGLE HISTORY VOL.I 1979-1982（#1,2）